# Dustur
Il Dustur (francesizzato Destour), detto anche Parti libéral constitutionnel tunisien (Hizb al-Hor al-Destouri),  è stato un partito politico indipendentista della Tunisia sotto il Protettorato francese.
Da una scissione interna nel 1934 nacque il Neo-Dustur, che fu poi il partito al potere in Tunisia a partire dall'indipendenza e dalla presidenza di Bourguiba.
Da quel momento in poi il partito perse progressivamente il suo ruolo trainante nella lotta per l'indipendenza, a favore del Neo-Dustur, al punto da venir ribattezzato "Archeo-Dustur", e si estinse dopo il raggiungimento dell'indipendenza.